# Zbigniew Bocheński (biolog)
Zbigniew Maria Bocheński (ur. 1962 w Krakowie) – polski biolog, profesor nauk biologicznych, profesor Instytutu Systematyki i Ewolucji Zwierząt Polskiej Akademii Nauk i jego dyrektor w latach 2008–2015.

## Życiorys
Absolwent studiów na Uniwersytecie Jagiellońskim (1986). Doktoryzował się w 1994 w Instytucie Systematyki i Ewolucji Zwierząt PAN na podstawie rozprawy zatytułowanej: Porównawcza osteologia perkozów i wynikające z niej wnioski dotyczące systematyki tej grupy, której promotorem był profesor Henryk Kubiak. Stopień naukowy doktora habilitowanego uzyskał w 2007 w ISEZ PAN w oparciu o pracę pt. Wymarły indyk kalifornijski, Meleagris californica, z Rancho La Brea: osteologia porównawcza i systematyka. Tytuł profesora nauk biologicznych otrzymał 12 listopada 2013.
Związany z Instytutem Systematyki i Ewolucji Zwierząt PAN; w jednostce tej zajmował kolejno stanowiska: asystenta, adiunkta, docenta, profesora nadzwyczajnego i profesora zwyczajnego (po zmianach prawnych profesora). W latach 2008–2015 był przez dwie czteroletnie kadencje dyrektorem ISEZ PAN. Następnie pełnił funkcję zastępcy dyrektora do spraw naukowych tego instytutu.
Specjalizuje się w ornitologii, paleontologii, archeozoologii. Opublikował ok. 70 prac, wypromował jednego doktora nauk biologicznych.
W 2014 został odznaczony Złotym Krzyżem Zasługi.